# Julius von Schlosser

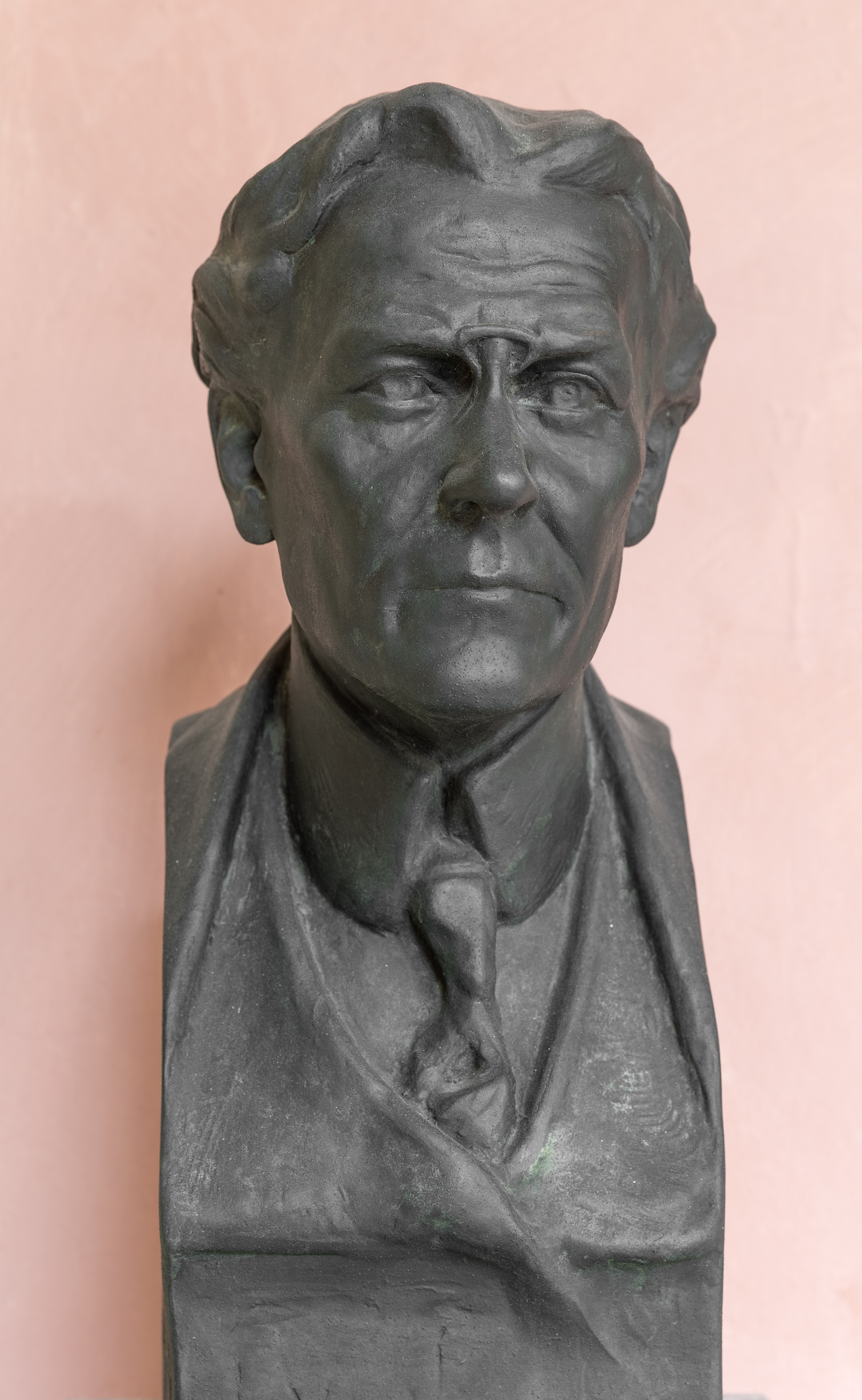
Büste von Julius Schlosser im Arkadenhof der Universität Wien

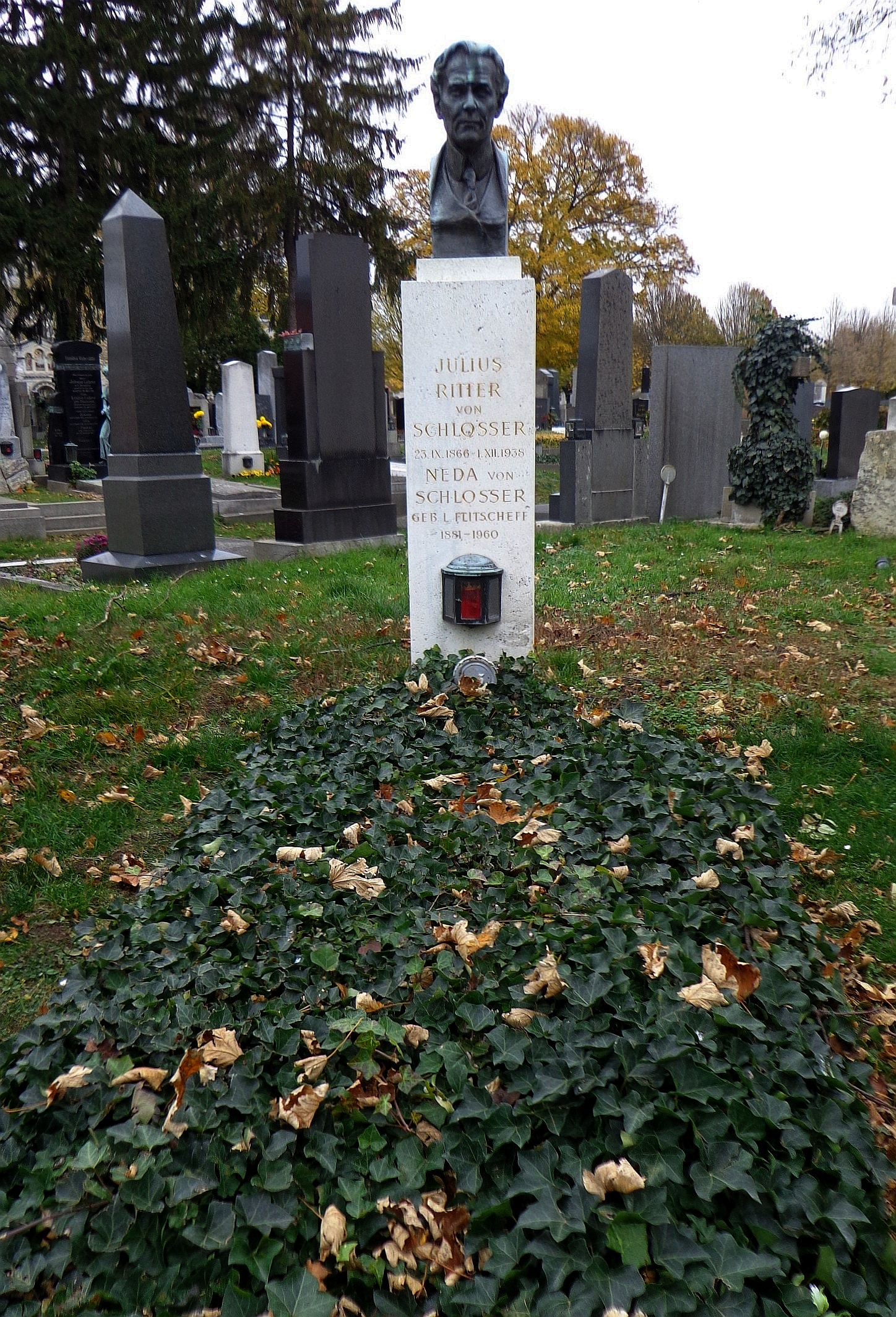
Wiener Zentralfriedhof – Ehrengrab Julius von Schlosser

Julius Alwin Franz Georg Andreas Ritter von Schlosser (* 23. September 1866 in Wien, Kaisertum Österreich; † 1. Dezember 1938 ebenda) war ein österreichischer Kunsthistoriker. Schlosser schrieb auch unter den Pseudonymen O. Hammer und Magnino. Nach dem Adelsaufhebungsgesetz 1919 hieß er Julius Schlosser.

## Leben
Julius von Schlossers Eltern waren Wilhelm Valentin von Schlosser (* 24. Mai 1820; † 9. März 1870) und Sophie Maria Eiberger (* 8. September 1830; † 28. September 1916).
Er dissertierte 1889 in Wien über das Thema „Der Ordo Farfensis und die Klosteranlage des frühen Mittelalters im Abendlande“.
Von Schlosser war ein wichtiger Vertreter der Wiener Schule der Kunstgeschichte. Im Jahre 1901 wurde er Direktor der Sammlung für Plastik und Kunstgewerbe des Kunsthistorischen Museums. Zum Professor wurde er 1905 ernannt und 1922 als Nachfolger von Max Dvořák zum Ordinarius am II. Institut. 1903 wählte ihn das Österreichische Archäologische Institut zum korrespondierenden Mitglied. 1909 wurde er korrespondierendes und 1914 wirkliches Mitglied der Österreichischen Akademie der Wissenschaften. Die Bayerische Akademie der Wissenschaften ernannte ihn 1929 zu ihrem korrespondierenden Mitglied.
Schlosser beschäftigte sich insbesondere mit der kunsthistorischen Quellenkunde, also mit den literarischen Zeugnissen, die sich theoretisch mit der Kunst auseinandersetzen, und verfasste 1924 eine Geschichte der Kunstliteratur. Hier leistete er Herausragendes, aber ebenso auf dem Gebiet von spezialisierten Themen, wie dem Wachsporträt oder den Wunderkammern.
Schlosser war schon in den 1920ern aus rein nationalen Motiven ein Fürsprecher des „Anschlusses“ Österreichs an Deutschland im Sinne der großdeutschen Lösung.

## Ehrungen
Schlosser ruht in einem ehrenhalber gewidmeten Grab auf dem Wiener Zentralfriedhof (30D-1-5). In der Zeit des Nationalsozialismus wurde 1941 in Wien-Floridsdorf (21. Bezirk) die Schlossergasse nach ihm benannt. 1955 wurde im Arkadenhof der Universität Wien eine von Josef Thorak geschaffene Büste Schlossers aufgestellt.

## Kunsthistorische Werke
- Ein veronesisches Bilderbuch und die höfische Kunst des XIV. Jahrhunderts. In: Jahrbuch der Kunsthistorischen Sammlungen des allerh. Kaiserhauses. Wien 1895, S. 144–230.
- Die Kunst- und Wunderkammern der Spätrenaissance. Ein Beitrag zur Geschichte des Sammelwesens. Klinkhardt & Biermann, Leipzig 1908 (Digitalisat).
- Die Geschichte der Porträtbildnerei in Wachs. 1911.
- Lorenzo Ghiberti’s Denkwürdigkeiten (I commentarii). Zum ersten Male nach der Handschrift der Biblioteca Nazionale in Florenz vollständig hrsg. und erläutert. Julius Bard, Berlin 1912 (Digitalisat).
- Die Wandgemälde aus Schloss Lichtenberg in Tirol. Wien 1916.
- Die Schatzkammer des Allerhöchsten Kaiserhauses in Wien. 1918 (Digitalisat).
- Oberitalienische Trecentisten (= Bibliothek der Kunstgeschichte. Bd. 6). E. A. Seemann, Leipzig 1921.
- Francisco Goya (= Bibliothek der Kunstgeschichte. Bd. 26). E. A. Seemann, Leipzig 1922.
- Die Kunst des Mittelalters. 1923.
- Die Kunstliteratur. Ein Handbuch zur Quellenkunde der neueren Kunstgeschichte. Wien 1924.
- Präludien. Vorträge und Aufsätze. J. Bard, Berlin 1927.
- Die Wiener Schule der Kunstgeschichte. In: Mitteilungen des Institutes für österreichische Geschichte. 1934.
- Stilgeschichte und Sprachgeschichte in der Bildenden Kunst. 1934.
- Magistra Latinitas und Magistra Barbaritas. In: Sitzungsberichte der Bayerischen Akademie der Wissenschaften. 1937.
- Leben und Meinungen des florentinischen Bildners Lorenzo Ghiberti. Prestel, München 1941.